# Coraebus undatus
La culebrilla o perforador del corcho (Coraebus undatus) es una especie de coleóptero polífago de la familia Buprestidae. Es una especie monófaga que se alimenta casi en exclusiva del alcornoque (Quercus suber) al que puede causar graves daños. Se distribuye por buena parte de la cuenca mediterránea, aunque también puede ser encontrado en Europa central.

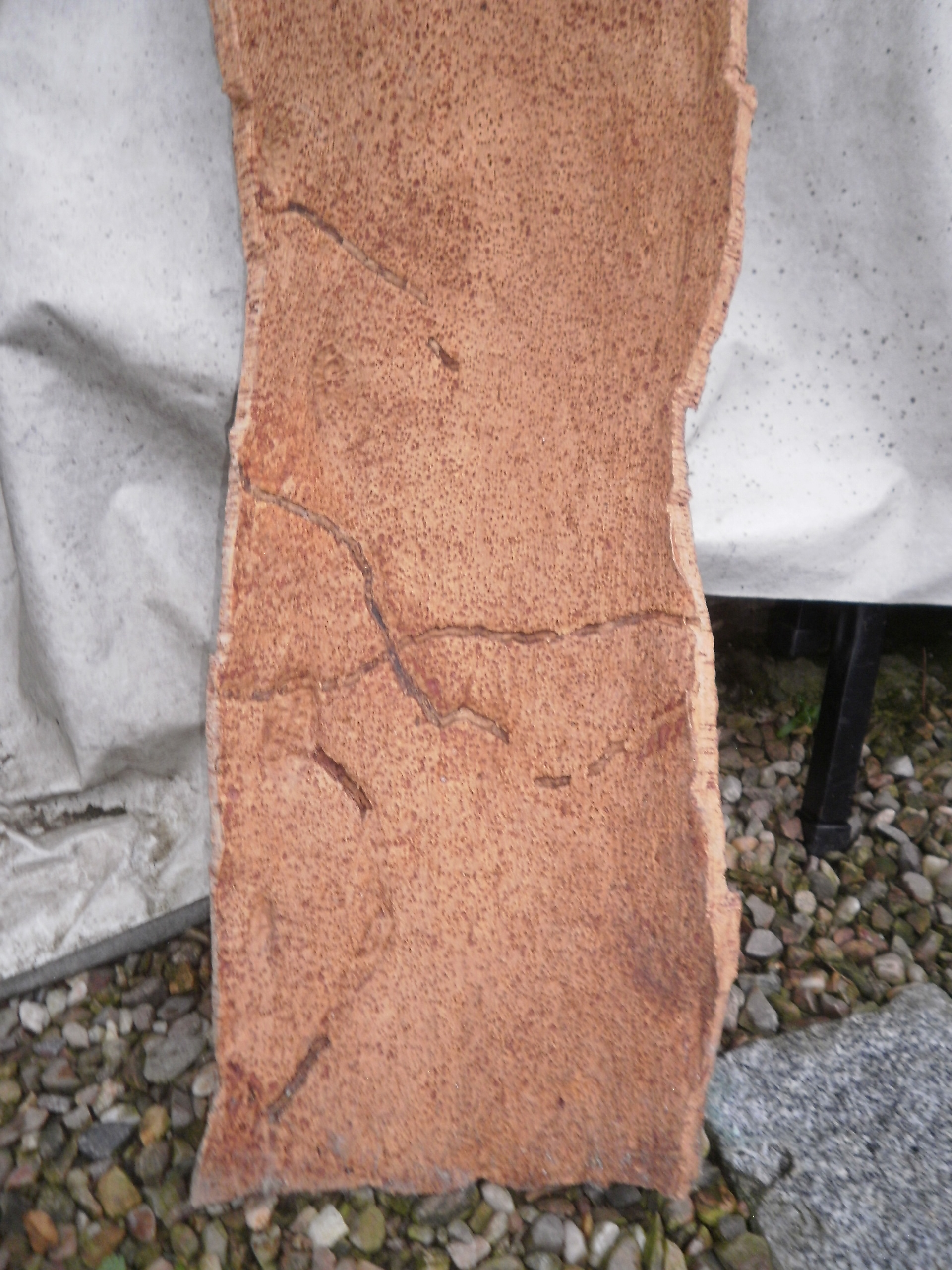
Pana de corcho afectada por la culebrilla.

El adulto mide de 10 a 16 mm de largo y 4 mm de ancho. Presenta la típica forma de bupréstido: alargada y elíptica. Es de tonalidades oscuras con matices y reflejos verdosos, y con pequeñas bandas más claras de forma ondulantes cruzando sus élitros.
La larva es similar a las de los demás bupréstidos. Pasa por cinco estados larvarios, antes de comenzar a pupar.